# Westland WS-61 Sea King
Le Westland WS-61 Sea King, ou plus simplement Westland Sea King est un hélicoptère militaire britannique directement dérivé du Sikorsky S-61 américain. Il a été exporté dans plusieurs pays.

## Développement
Dans le but de trouver un successeur aux Westland Wessex HAS Mk-1 de lutte anti-sous-marine alors en service dans les rangs de la Fleet Air Arm, le ministère britannique de la défense et l'hélicoptériste Westland ont entamé en 1965 des négociations avec l'hélicoptériste américain Sikorsky en vue de l'obtention de la licence de production du Sikorsky SH-3D. Un accord fut trouvé en 1966. Les termes du contrat prévoyaient que l'industriel britannique avait le choix quant au motoriste qui équiperait ses hélicoptères. Ainsi la turbine General Electric T58-GE-10 a laissé la place à une Rolls-Royce Gnome H1400.
La désignation officielle de l'hélicoptère est Westland WS-61 Sea King mais il a rapidement été plus simplement renommé Westland Sea King.
Le premier prototype du Westland WS-61 a été assemblé à la fin de l'année 1968, et a réalisé son premier vol le 7 mai 1969 préfigurant le futur Sea King HAS Mk-1 opérationnel. Les différences avec le modèle américain étaient nombreuses, et extérieurement la première était le radôme du radar MEL installé sur l'arête du fuselage, à l'arrière du rotor principal. Par ailleurs l'avionique faisait massivement appel à des composants d'origine britannique.
Par la suite le Westland WS-61 Sea King se déclina en plusieurs sous-versions très différentes, dont un hélicoptère embarqué de détection aéroportée ou encore une version terrestre de transport de troupes.

## Utilisation opérationnelle

### Sous la cocarde britannique
Le premier engagement militaire britannique d'un Westland Sea King au combat est réalisé le 15 mai 1982 pendant la Guerre des Malouines quand des commandos SAS attaquent Port Stanley. Les appareils en question sont des Sea King de transport de la Royal Navy.
La majorité des autres missions des Sea King britanniques étaient des missions de service public. Jusqu'en février 2016 la Royal Air Force a utilisé ses célèbres Sea King de sauvetage de couleur jaune. Les 8 derniers Sea King de la Royal Navy, de la version AsAC Mk-7 de détection aéroportée, sont retirés le 26 septembre 2018.

### Guerre du Golfe
Au cours de la guerre du Golfe en 1991, des Sea King de plusieurs pays, dont le Canada, la Grande-Bretagne et les États-Unis, faisaient partie de la coalition contre le régime irakien de Saddam Hussein. En raison de la menace d'utilisation potentielle d'armes de destruction massive irakiennes, les équipages de Sea King avaient pour habitude de porter des combinaisons de protection NBC entièrement fermées.
Après la fin des hostilités, les Sea King disponibles sont restés dans la région pour mener des missions de transport afin de reloger les personnes déplacées par le conflit dans des camps de réfugiés et rapatrier des citoyens dans leur pays d'origine.

### Balkans
Le Sea King a participé à l' intervention de l' ONU en Bosnie. Le 845e Escadron naval et ses Sea King ont été envoyés fin  1992 pour faire face à l'escalade des tensions dans la région. Ils ont effectué diverses missions de logistique et de transport, telles que le repositionnement du Royal Artillery L118 Light Gun et l'évacuation des blessés. Lors d'un incident survenu le 24 mars 1993, lors d'une tentative d'établissement d'un itinéraire d'évacuation aérienne, un vol d'hélicoptères Puma français  et de  Sea King HC4 ont été bombardés alors qu'ils décollaient d'une zone d'atterrissage improvisée. Deux autres Sea King sont arrivés pour évacuer plusieurs des victimes, réussissant à transporter les blessés vers la ville bosniaque de Tuzla, où ils ont été soumis à de nouveaux tirs ennemis lors du déchargement.
Au cours de l'intervention de l'OTAN au Kosovo, les Sea King du 814e Escadron aéronaval, opérant à partir de nombreux navires de la Royal Navy dans l'Adriatique, dont le porte-avions HMS Invincible, maintenaient une patrouille sur la côte des Balkans. Les Sea King ont également été fortement utilisés dans le secteur des transports lors des préparatifs de l’invasion terrestre du Kosovo.

### Années 2000
En 2000, les Sea King HC.4 de 846 NAS ont participé à l’Operation Palliser (en) au Sierra Leone.
Lors de l'invasion de l'Irak en 2003, plusieurs Sea King ASaC7 de 849 NAS ont été opérés à partir du HMS Ark Royal. Le 22 mars 2003, deux Sea King AEW du 849 NAS opérant depuis l'Ark Royal sont entrés en collision dans le golfe Persique, faisant sept morts. Un rapport sur la collision demandait que le Sea King soit équipé de lunettes de vision nocturne, ainsi que d'un meilleur équipement de sécurité à bord, et recommandait de modifier la procédure d'utilisation du radar de nuit,.
En juillet 2006, des hélicoptères Sea King HC.4 basés à RNAS Yeovilton ont été temporairement déployés à Chypre pour participer à l'opération Highbrow, l'évacuation de citoyens britanniques du Liban.
En octobre 2011, après plusieurs années de service en Afghanistan comme transport de troupes pour les forces de la Force internationale d'assistance à la sécurité (ISAF) stationnées sur place, les Sea King HC.4 sont rentrés au Royaume-Uni; leur remplaçant est le AgustaWestland AW101 Merlin. Entre avril 2009 et juillet 2011, les Sea King de la Royal Navy en poste à camp Bastion ont mené plus de 1 000 missions opérationnelles. Le déploiement initial en Afghanistan avait été critiqué car les Sea King n'avaient pas été équipés d'un blindage de protection en kevlar.

## Versions

### Versions destinées aux forces britanniques

#### Versions anti-sous-marines
- Sea King HAS Mk-1 : version de base, équivalente au Sikorsky SH-3D américain mais dotée d'une avionique britannique et de deux turbines Rolls-Royce Gnome H.1400 de 1 500 chevaux chacune, assemblée à 56 exemplaires.
- Sea King HAS Mk-2 : version améliorée, dotée de deux turbines Rolls-Royce Gnome H.1400.1 de 1 600 chevaux chacune, assemblée à 21 exemplaires.
- Sea King HAS Mk-5 : version reconstruite du HAS Mk-2, dotée d'une nouvelle avionique, assemblée à 85 exemplaires.
- Sea King HAS Mk-6 : version améliorée du HAS Mk-5, dotée d'une nouvelle transmission mécanique, assemblée à 7 exemplaires.

#### Versions de recherches et sauvetages en mer
- Sea King HAR Mk-3 : version de sauvetage en mer dérivée du Sea King HAS Mk-2, assemblée à 19 exemplaires.
  - Sea King HAR Mk-3A : version de sauvetage en mer améliorée du Sea King HAR Mk-3, assemblée à 6 exemplaires.
- Sea King HAR Mk-5 : version de sauvetage en mer dérivée du Sea King HAS Mk-5, assemblée à 12 exemplaires.

#### Versions de guerre électronique
- Sea King AEW Mk-2 : version de veille radar dotée d'un radar Searchwater, assemblée à 10 exemplaires.
- Sea King AEW Mk-5 : version de veille radar du Sea King HAS Mk-5 obtenue par la conversion de 5 exemplaires.
  - Sea King ASaC Mk-7 : version rajeunie des Sea King AEW Mk-2 et AEW Mk-5.

#### Versions de transport et de servitudes
- Sea King HC Mk-4 : version embarquée de transport de troupes, assemblée à 37 exemplaires.
  - Sea King HC Mk-4X : version terrestre du Sea King HC Mk-4 et destinée au soutien aux essais en vol, assemblée à 2 exemplaires.
- Sea King HU Mk-5 : version embarquée de servitudes du Sea King HAS Mk-5 obtenue par la conversion de 15 exemplaires.

### Version de lutte anti-sous-marine et de recherches-sauvetages
- Sea King Mk-41 : version de recherche et de sauvetage en mer destinée à l'Allemagne de l'Ouest, assemblée à 23 exemplaires.
- Sea King Mk-42 : version de lutte anti-sous-marine destinée à l'Inde, assemblée à 12 exemplaires.
  - Sea King Mk-42A : version de lutte anti-sous-marine améliorée destinée à l'Inde, assemblée à 4 exemplaires.
  - Sea King Mk-42B : version de recherches-sauvetages en mer dérivée du Sea King Mk-42 destinée à l'Inde, assemblée à 20 exemplaires.
- Sea King Mk-43 : version de recherches-sauvetages en mer destinée à la Norvège, assemblée à 10 exemplaires.
  - Sea King Mk-43A : version de recherches-sauvetages en mer améliorée destinée à la Norvège, assemblée à 1 exemplaire.
  - Sea King Mk-43B : version de recherches-sauvetages en mer améliorée destinée à la Norvège, assemblée à 3 exemplaires.
- Sea King Mk-45 : version de lutte anti-navire et anti-sous-marine destinée au Pakistan, assemblée à 6 exemplaires.
- Sea King Mk-47 : version de lutte anti-sous-marine destinée à l'Égypte, assemblée à 6 exemplaires.
- Sea King Mk-48 : version de recherches-sauvetages en mer destinée à la Belgique, assemblée à 5 exemplaires.
- Sea King Mk-50 : version de lutte anti-sous-marine destinée à l'Australie, assemblée à 10 exemplaires.

### Versions de transport
- Commando Mk-1 : version terrestre de transport de troupes destinée à l'Égypte, assemblée à 5 exemplaires.
- Commando Mk-2 : version terrestre de transport de troupes destinée à l'Égypte, assemblée à 17 exemplaires.
  - Commando Mk-2A : version terrestre de transport de troupes destinée au Qatar, assemblée à 3 exemplaires.
- Commando Mk-3 : version terrestre de transport de troupes et d'appui aux opérations spéciales destinée au Qatar, assemblée à 8 exemplaires.

## Utilisateurs
[Quand ?]

### Royaume-Uni
- Royal Navy -  retiré en 2018[18]
  - Squadron 706.
  - Squadron 707.
  - Squadron 810.
  - Squadron 814.
  - Squadron 819.
  - Squadron 820.
  - Squadron 824.
  - Squadron 826.
  - Squadron 846.
  - Squadron 849.
- Royal Air Force -  retiré en 2015[19]
  - Squadron 78.
  - Squadron 202.
- Royal Aircraft Establishment

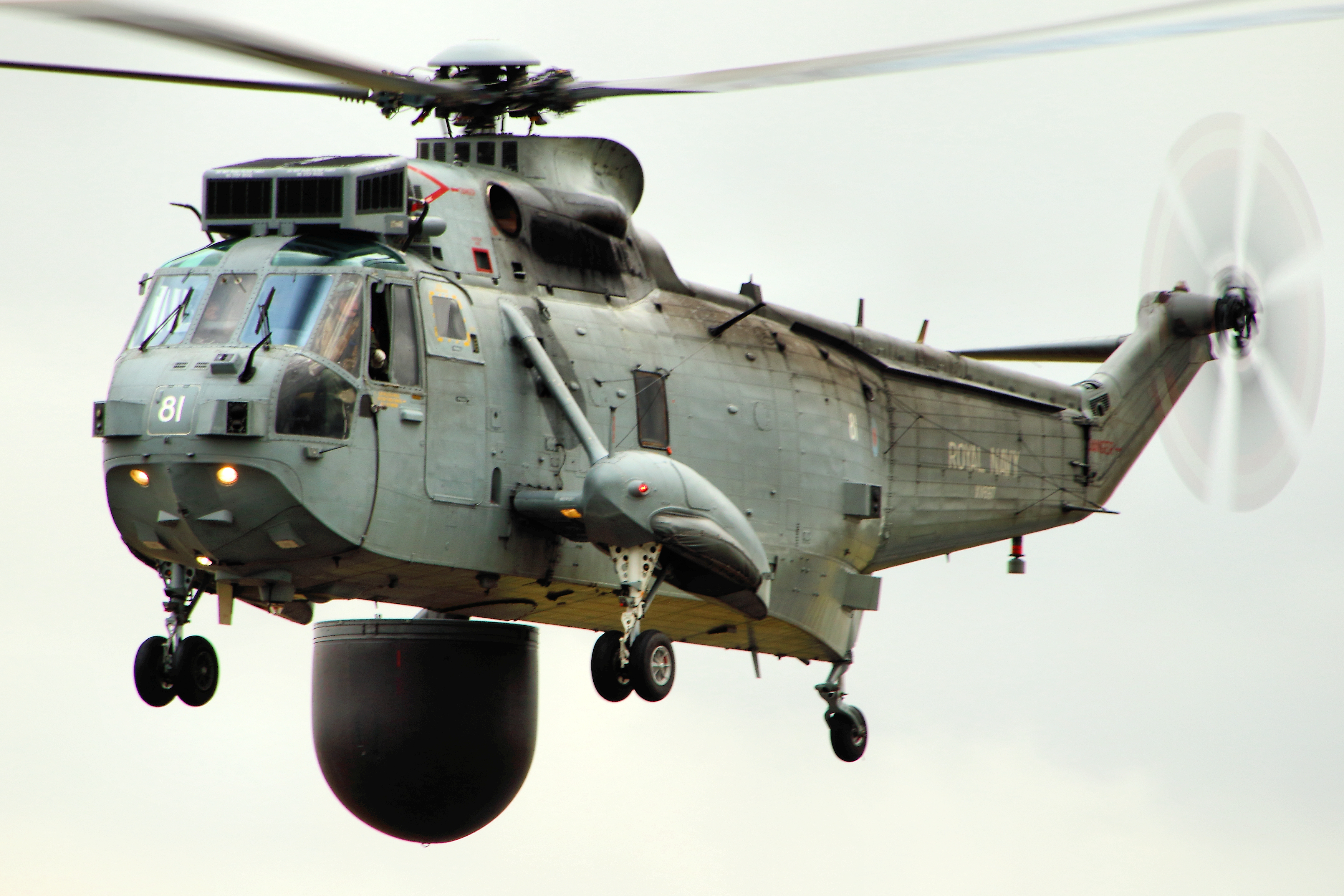
Sea King ASaC Mk-7 de la Royal Navy. Il s'agit de la dernière version à avoir été mise en œuvre par la Royal Navy avant leur retrait en 2018.

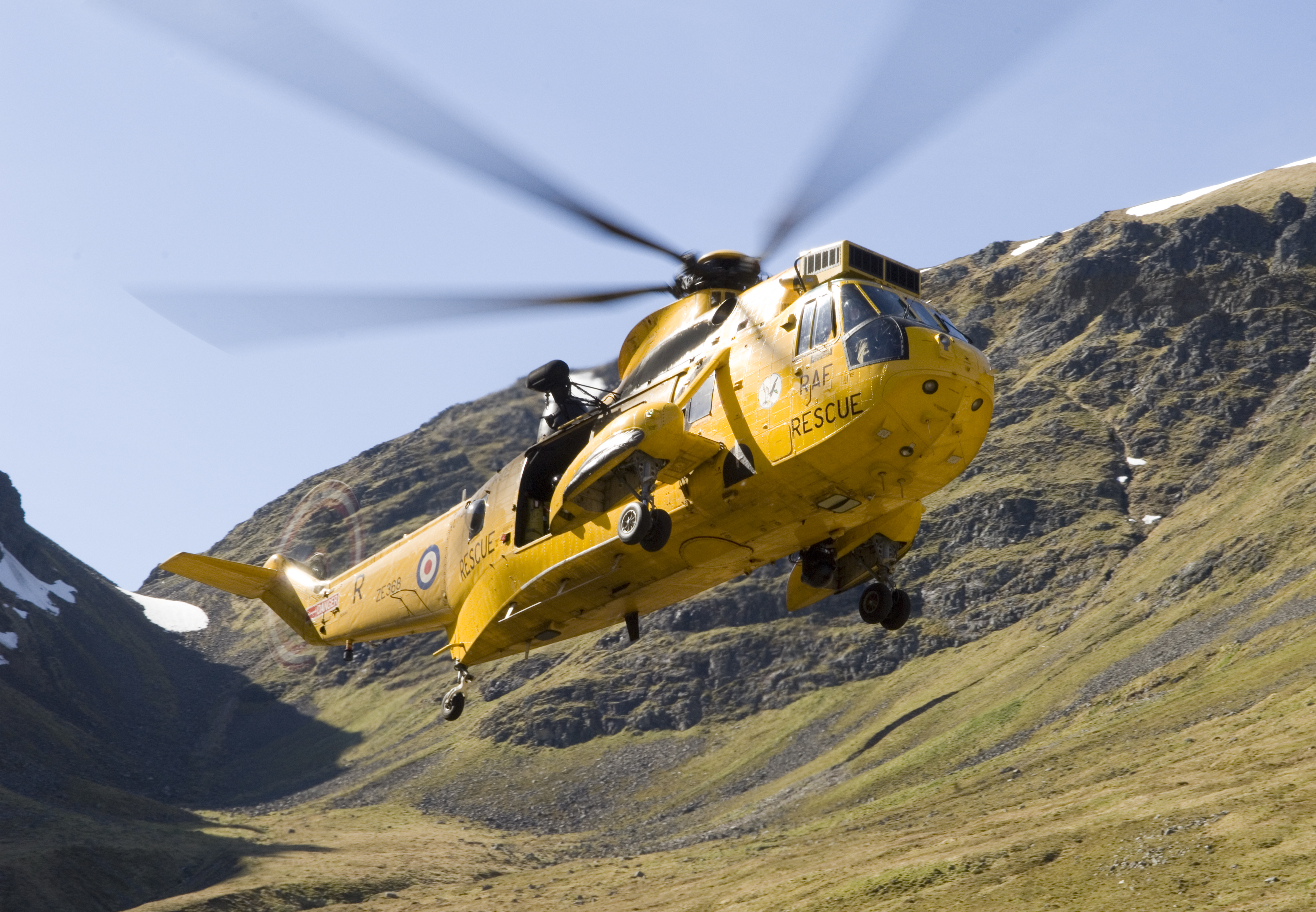
Sea King HAR Mk-3 de la RAF.

- HeliOperations (en) - 2 unités utilisées pour la formation des équipages de la marine allemande [20],[21]

### Utilisateurs étrangers

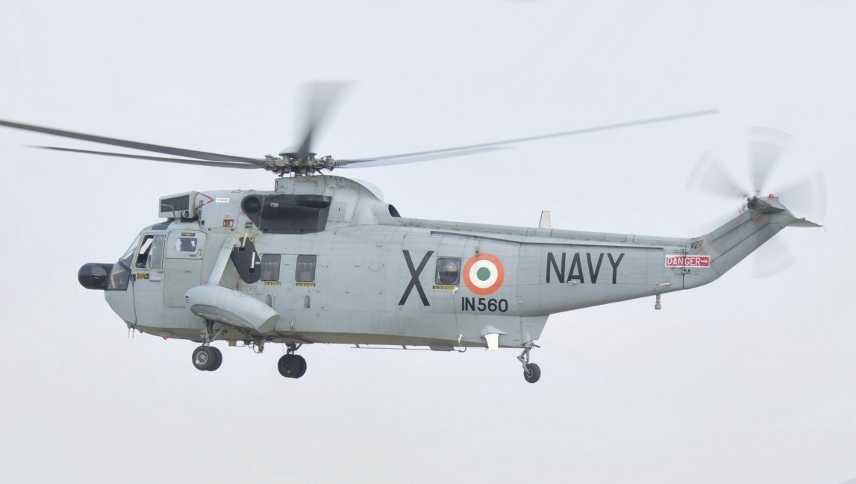
Sea King de l'Indian Navy

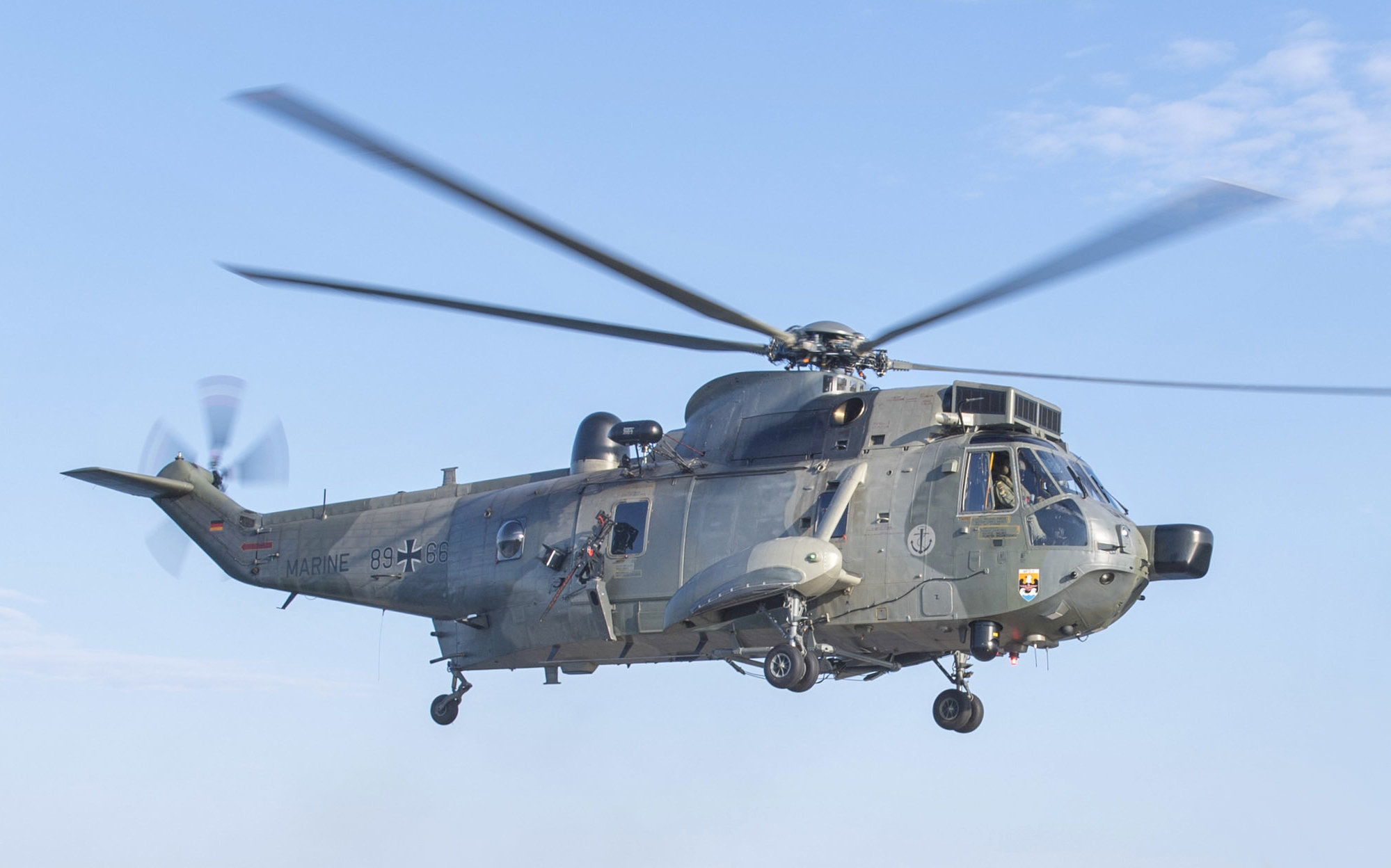
Un Sea King Mark 41 de la marine allemande au decollage du

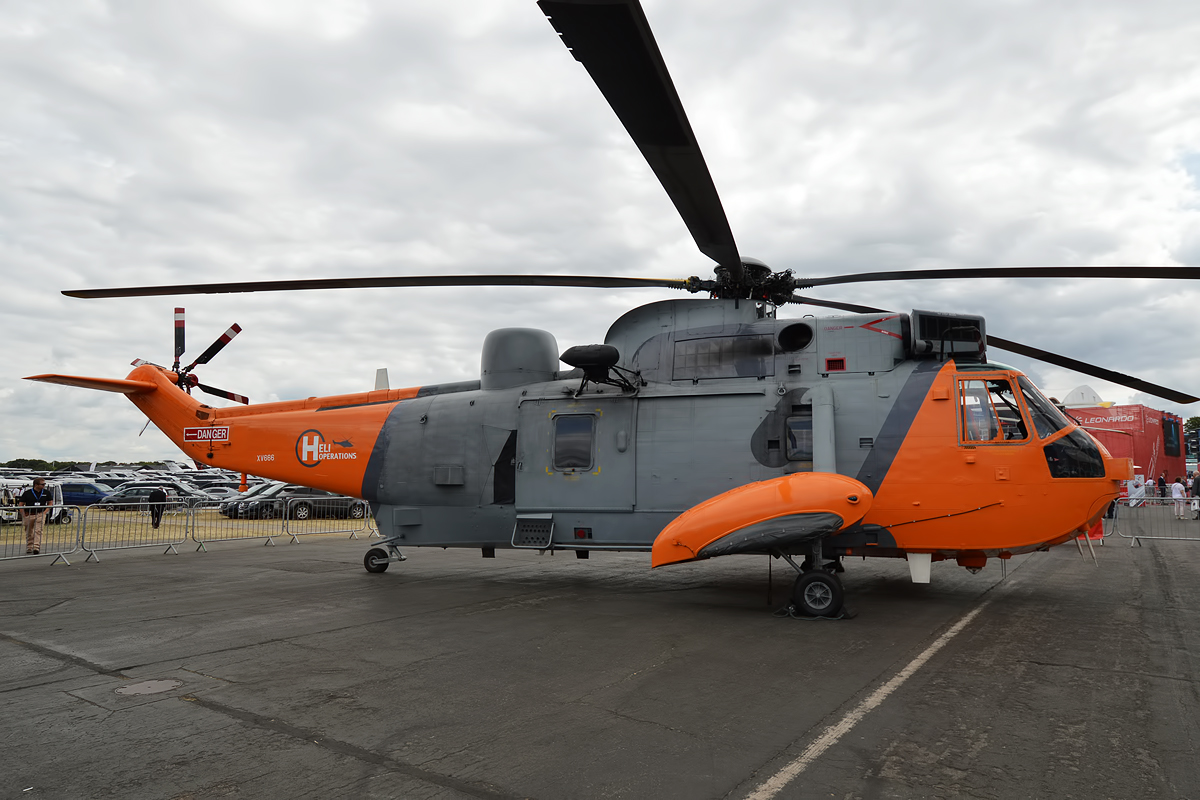
HeliOperations Sea King HU5 en 2018

#### Allemagne de l'Ouest

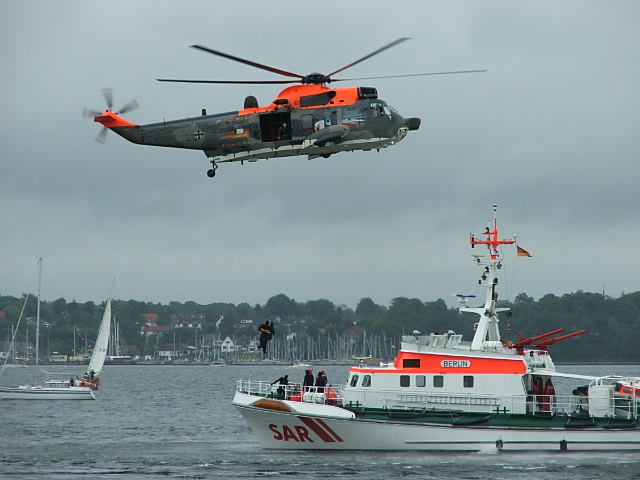
Sea King Mk-41 allemand.

- Marineflieger
  - Marinefliegergeschwader 5

#### Australie
- Royal Australian Navy
  - Squadron 817.

#### Belgique
- Composante air[22] retiré en mars 2019
  - Escadrille 40.

#### Égypte

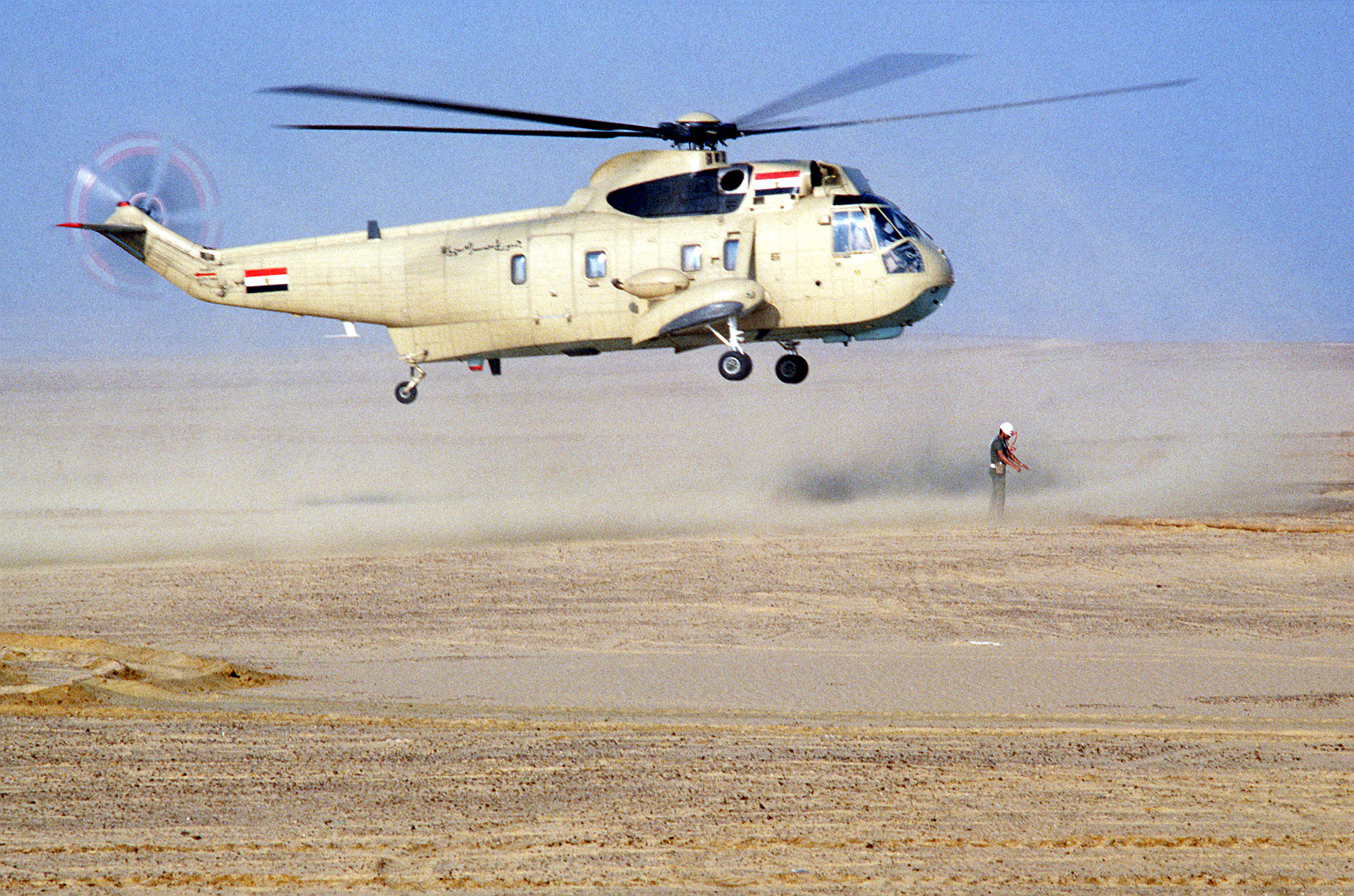
Commando Mk-2 égyptien.

- Al-Qūwāt al-Gawwīyä aluminier[22]
  - Naval Squadron 4.
  - Transport Squadron 11.

#### Inde
- Indian Navy[19]
  - Squadron 330.
  - Squadron 336.

#### Norvège

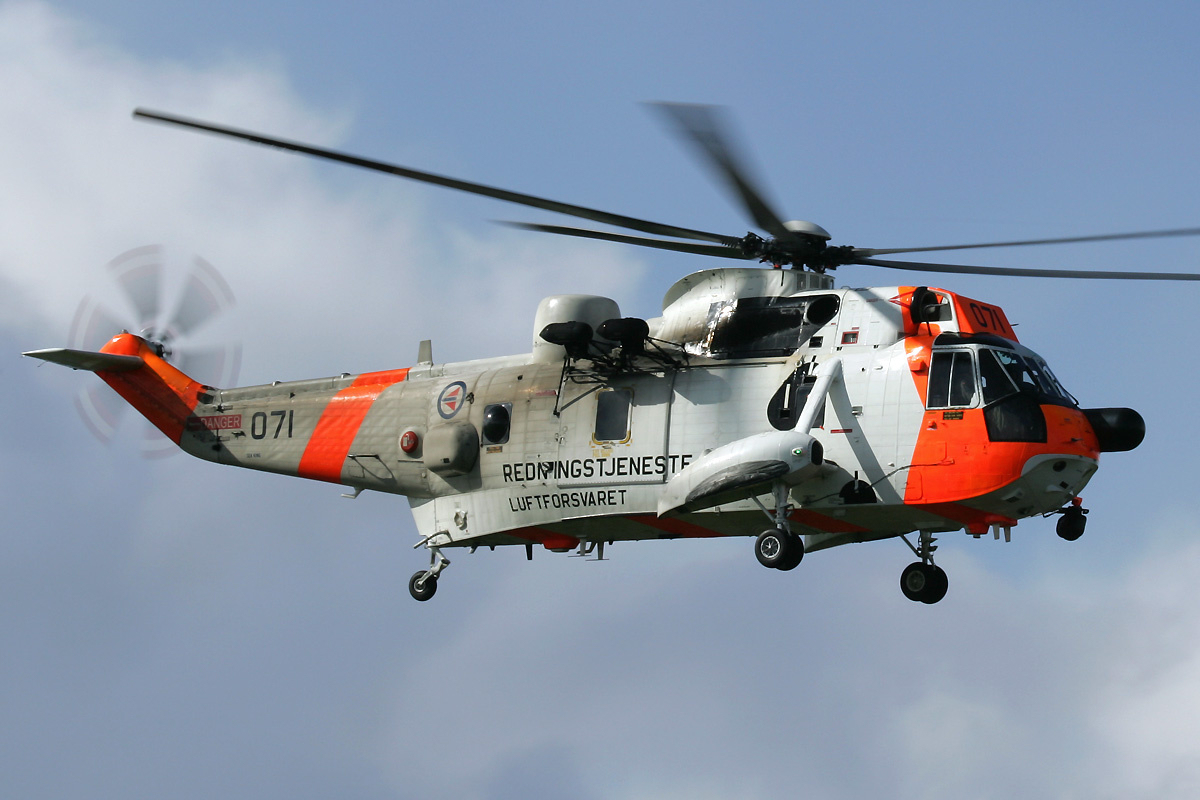
Westland Sea King Mk-43B norvégien

- Norske Luftforsvaret[19]
  - Skvadron 337.

#### Pakistan
- Marine pakistanaise[19]
  - Squadron 3.

#### Qatar
- Force aérienne de l'Émir du Qatar[19]
  - Squadron 5.

#### Ukraine
- À la suite de l'invasion de l'Ukraine par la Russie en février 2022, le gouvernement britannique annonce le don de trois Sea King le 23 novembre 2022[23]. L'Allemagne annonce le 23 janvier 2024 une livraison de six Sea King pour le second trimestre[24].

## Sources & références

### Sources bibliographiques
- Michel Marmin (réd. en chef), Jean-Claude Bernar (dir.) et Marion Mabboux (esp. d'éd.), Toute l'aviation : la grande aventure technologique des avions civils et militaires, Paris Bruxelles Lausanne, Atlas,Atlen.Rencontre, 1992, 15 vol. (4605 p.) : ill. ; 29 cm (ISBN 978-2-7312-1326-3, 978-2-731-21344-7 et 978-2-731-21345-4, OCLC 715773689).
- Bill Gunston et Claude Dovaz (adapt. française) (trad. de l'anglais), L'aviation de combat, Paris, Gründ, coll. « G ⁺ », 1985, 79 p. (ISBN 2-7000-6409-7 et 978-2-700-06409-4).
- (en) David Willis, Aerospace encyclopedia of world air forces, London Westport, CT, USA, Aerospace Pub. AIRtime Pub, 1999, 320 p. (ISBN 978-1-86184-045-5 et 978-1-880-58830-7).
- Pierre Gaillard, Avions et hélicoptères militaires d'aujourd'hui, Clichy/Paris, Larivière, 1999, 304 p. (ISBN 2-907051-24-5).
- Bill Gunston, Hélicoptères militaires, Paris, PML, 1994, 159 p. (ISBN 978-2-87628-895-9).
- Bill Gunston et Mike Spick, Hélicoptères de combat, Paris Bruxelles Lugano, Atlas Atlen Éd. transalpines, 1988, 207 p. (ISBN 978-2-7312-0643-2).
- (en) Christopher Chant, Air war in the Gulf 1991, Oxford, Osprey, coll. « Osprey combat aircraft » (no 27), 2001, 241 p. (ISBN 978-1-84176-295-1)
- (en) Tim Ripley et Mark Rolfe, Conflict in the Balkans 1991-2000, Londres, Bloomsbury Publishing Plc, coll. « Combat Aircraft », 2013, 96 p. (ISBN 978-1-84603-748-1, lire en ligne)

### Sources web
- La fiche du Westland Sea King sur le site francophone Avions Légendaires.
- Le Westland Sea King Mk-48 sur le site officiel de la Composante air.